# Истинная любовь (телесериал)
Истинная любовь (исп. Amor real) — мексиканский сериал 2003 года, снятый на киностудии Televisa.

## Содержание
Сериал перенесет зрителей в Мексику 19 столетия. В центре событий оказывается юная и привлекательная девушка по имени Матильда Пеньяльвер. Она воспитывалась в семье, члены которой дорожили своим благородным происхождением и фамилией.
Но Матильда отвергла все требования высшего общества и отдала своё сердце простому солдату Адольфо Солису, нищему, как церковная мышь. Мать Матильды — Аугуста, категорически против подобного союза со столь недостойным претендентом на руку её дочери.
По мнению Аугусты, достойную пару Матильде может составить только богатый молодой человек их круга. К тому же, семейство Пеньяльвер находится на грани финансового краха и богатый жених — это спасение семьи от полного банкротства. Мать уже и жениха дочери подобрала — им должен стать молодой и красивый Мануэль Фуэнтес Герра...

## Создатели сериала

### Исполнители ролей
- Адела Норьега — Матильда Пеньяльберт и Бериштайн
- Фернандо Колунга — Мануэль Фуэнтес Герра
- Маурисио Ислас — Адольфо Солис
- Шанталь Андере — Антония Моралес Кортес
- Ана Мартин — Росарио Аранда
- Элена Рохо — Аугуста Пеньяльберт и Бериштайн
- Марио Иван Мартинес — Ренато Пикет
- Эрнесто Лагуардия — Умберто Пеньяльберт и Бериштайн Куриэль
- Карлос Камара† — Рамон Маркес
- Кика Эдгар — Каталина Эредия
- Ана Берта Эспин — Пруденсия Куриэль вдова де Алонсо
- Ингрид Марц — Пилар Пикет де Маркес
- Рафаэль Рохас — Амадео Корона
- Йоланда Мерида † — Хуана Домингес вдова де Палафокс
- Беатрис Шеридан† — Дамиана Гарсия
- Гарри Гейтнер — Ивес Сантибаньес де ла Рокетте
- Маурисио Эррера — падре Урбано де лас Касас
- Оскар Бонфильо — Сиксто Вальдес
- Мариана Леви† — Хосефина де Икаса
- Майя Мишальска — Марианне Берньер де ла Рокетте / Мари де ла Рокетте Фуэнтес-Герра
- Рикардо Блуме — генерал Иларио Пеньяльберт и Бериштайн
- Алехандро Фелипе — Мануэль Иларио Фуэнтес-Герра Пеньяберт и Бериштайн
- Мануэль «Флако» Ибаньес — Ремигио Кинтеро
- Пако Ибаньес — Грегорио Эредия
- Летисия Кальдерон — Анна де ла Коркуэра
- Тоньо Инфанте — Бенино Вилья
- Адальберто Парра — Дельфино Перес
- Мигель Анхель Фуэнтес — Эль Негро
- Хулио Алеман — Хоакин Фуэнтес-Герра
- Ракель Морель — Мария Клара де Эредия
- Мати Уитрон — мадре Супериора
- Гастон Тусе — Гервасио Моралес
- Тания Васкес — Аделайда Сандоваль
- Эктор Саес — Сильвано Арсола
- Хорхе Варгас† — генерал Приско Домингес Каньеро
- Алисия дель Лаго — Игиния
- Хосе Антонио Ферраль — Абелярдо Бенитес
- Марио дель Рио — Лоренцо Рохас
- Алехандро Вильели — Эзекьель Тревиньо
- Карлос Амадор — Орландо Кордеро
- Херардо Клейн — Сантьяго Лопес
- Дульсина Карвальо — Хасинта
- Фернандо Мансано — Гарса
- Бенхамин Пиньеда — Каналес
- Лорена Альварес — Бернарда Агирре
- Давид Галиндо — Насарио
- Мария Долорес Олива — Ласара
- Карлос Аче — Грасиано
- Майяуэль дель Монте — Сеферина
- Карлос Камара мл. — Аурелиано Перес де Техада
- Паулина де Лабра — Игнасия
- Хосеба Иньяки — Хакобо Негрете
- Альберто Чавес — Панчо
- Джули Кальдерон — Микаэла
- Патрисия Мартинес — Камелия де Корона
- Луис Хавьер — Хосе Мария де Икаса
- Фатима Торре — Мария Фернанда Эредия
- Мария Сорте — Росаура
- Франсес Ондивьела — Мари де ла Рокетте Фуэнтес-Герра
- Марко Муньос — капитан Гомес
- Адаль Рамонес — хозяйн цирка (Дуэньо дель Сирко)
- Оливия Бусио — певица в театре
- Жаклин Вольтер — сестра Лусия
- Луис Кутюрье — губернатор
- Артуро Лорка — Эфраин Гонсалес
- Лили Брильанти — Асунсьон
- Гильберто де Анда — Нотарио
- Хосе Рамон Бланч — сержант Карлос Вильялобос
- Серхио Кастильо — солдат
- Эстебан Франко — солдат
- Сара Монар — Ана

### Административная группа
Литературное либретто:
- оригинальный текст — Каридад Браво Адамс
- адаптированный текст — Мария Сараттини
- литературный редактор — Ксимена Суарес
- сценография — Рикардо Наваррете, Хуан Антонио Сагредо

Режиссура:
- постановщик — Моника Мигель
- помощник режиссёра — Эрик Моралес

Музыка:
- музыкальная тема — Amor real
- вокал — Sin Bandera
- музыкальный организатор — Хесус Бланко
- композитор — Хорхе Авенданьо

Художественная часть:
- художники по костюмам — Моника Асевес, Мариана Мельгарехо

Операторская работа:
- главный оператор — Алехандро Фрутос
- оператор-постановщик — Хесус Акунья Ли

Администраторы:
- генеральный продюсер — Карла Эстрада
- ассоциированный продюсер — Артуро Лорка
- директор производства — Лили Мойерс
- координатор производства — Гильермо Гутьеррес

## Дубляж на русский язык
На русский язык роли дублировали Олег Форостенко и Людмила Гнилова. Показ шёл на телеканале REN-TV в 2003 году.

## Награды и премии[1]
Телесериал Истинная любовь был номинирован на 13 премий, всего с учётом всех премий ему удалось собрать 56 победных номинаций из 60 возможных, что стало причиной признания указанного телесериала как культового.

### ПремияTVyNovelas2004 года
Номинирован 13 раз, из которых победу одержали 9 номинаций:
- Лучшую теленовеллу года — Карла Эстрада
- Лучшей актрисе — Адела Норьега
- Лучшему актёру — Фернандо Колунга
- Лучшей актрисе второго плана — Ана Берта Эспин
- Лучшему актёру второго плана — Эрнесто Лагуардия
- Лучшей дебютантке — Aна Мартин
- Лучшему дебютанту — Карлос Камара
- Лучший сюжет или адаптацию — Мария Сараттини

### Прочие премии
Все остальные премии получили победу за победами: 100 Mexicanos dijeron, ACE, Bravo, Califa de Oro, Harlequin, Laurel de Oro, Palmas de Oro, Plaza de las Estrellas, Principios, Sol de Oro, Universidad Autonoma Metropolitana, Международный кинофестиваль в Лас-Гарсасе.